# Parchi di Salerno

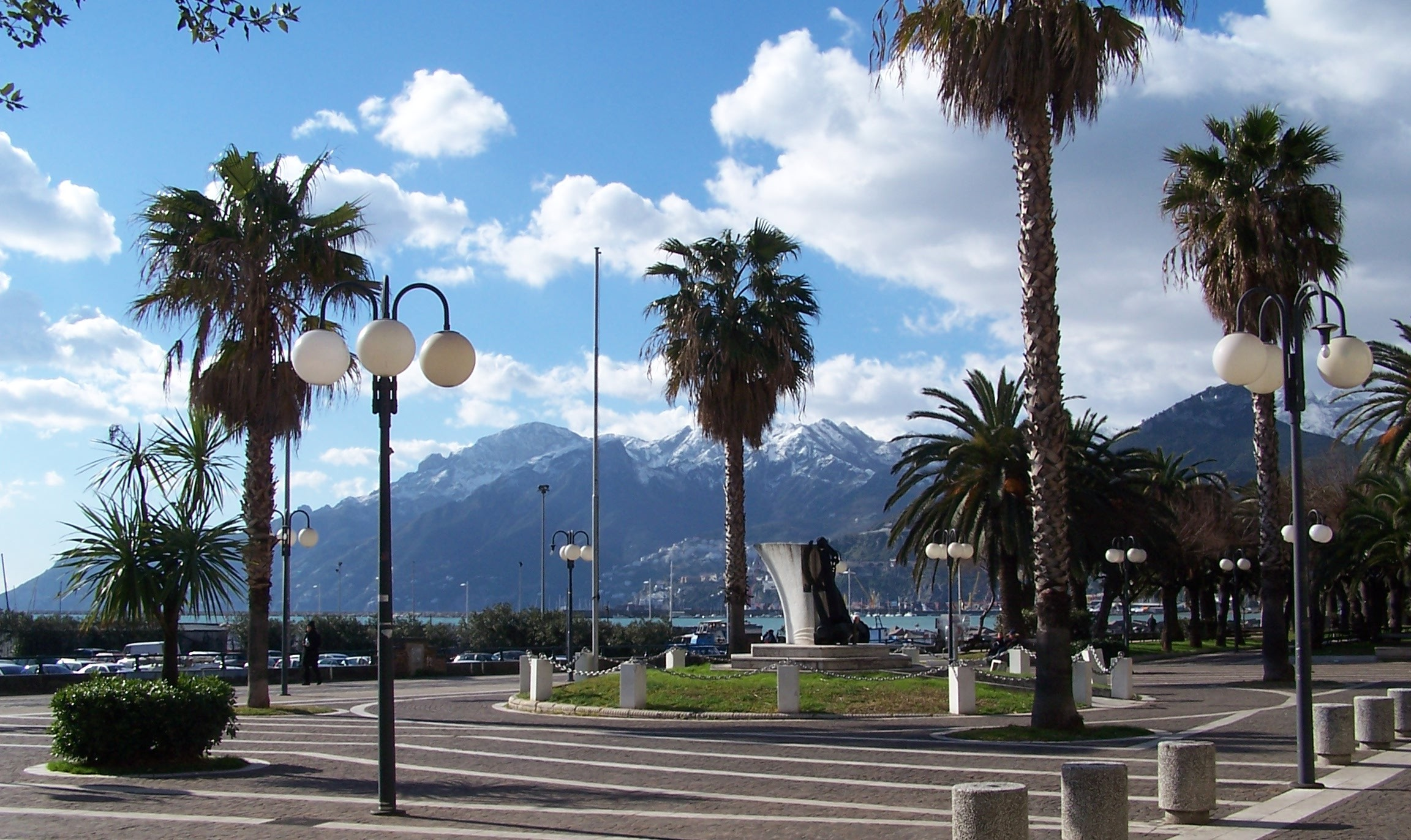
Il Lungomare Trieste di Salerno era giudicato il migliore in Italia negli anni cinquanta del secolo scorso

Salerno é una delle città meridionali col maggior numero di aree verdi pubbliche. Segue una lista dei parchi, dei giardini e delle aree naturali di Salerno:

## I parchi, i giardini e le aree naturali

### I parchi
| Immagine | Parco                  | Superficie (m²) | Note  |
|          |                        | 221.000         |       |
| -------- | ---------------------- | --------------- | ----- |
|          | Parco del Mercatello   | 100.000         | [ 1 ] |
|          | Parco Pinocchio        | 40.000          | [ 2 ] |
|          | Parco urbano dell'Irno | 35.000          | [ 3 ] |
|          | Parco del Seminario    | 30.000          | [ 4 ] |
|          | Parco Buongiorno       | 8.000           | [ 5 ] |
|          | Parco il Galiziano     | 8.000           | [ 6 ] |

### I giardini
| Immagine | Giardino                 | Superficie (m²) | Note   |
|          |                          | 93.400          |        |
| -------- | ------------------------ | --------------- | ------ |
|          | Villa comunale           | 15.000          | [ 7 ]  |
|          | Lungomare Trieste        | 60.000          | [ 8 ]  |
|          | Giardino della Minerva   | 1.000           | [ 9 ]  |
|          | Villa Carrara            | 2.200           | [ 10 ] |
|          | Villa comunale (Fratte)  | 5.000           | [ 2 ]  |
| 170px    | Giardini Mariele Ventre  | 1.200           | [ 11 ] |
|          | Giardini dell'Arbostella | 4.000           | [ 12 ] |
| 170px    | Villa Ciro Bracciante    | 3.000           | [ 13 ] |
|          | Giardini La Carnale      | 2.000           | [ 14 ] |

### Aree naturali
| Immagine | Area naturale        | Note   |
| -------- | -------------------- | ------ |
|          | Colle Bellara        | [ 15 ] |
|          | Monte San Liberatore | [ 16 ] |
|          | Monte Stella         | [ 17 ] |
|          | Colle Bonadies       | [ 18 ] |

## Realizzazioni future

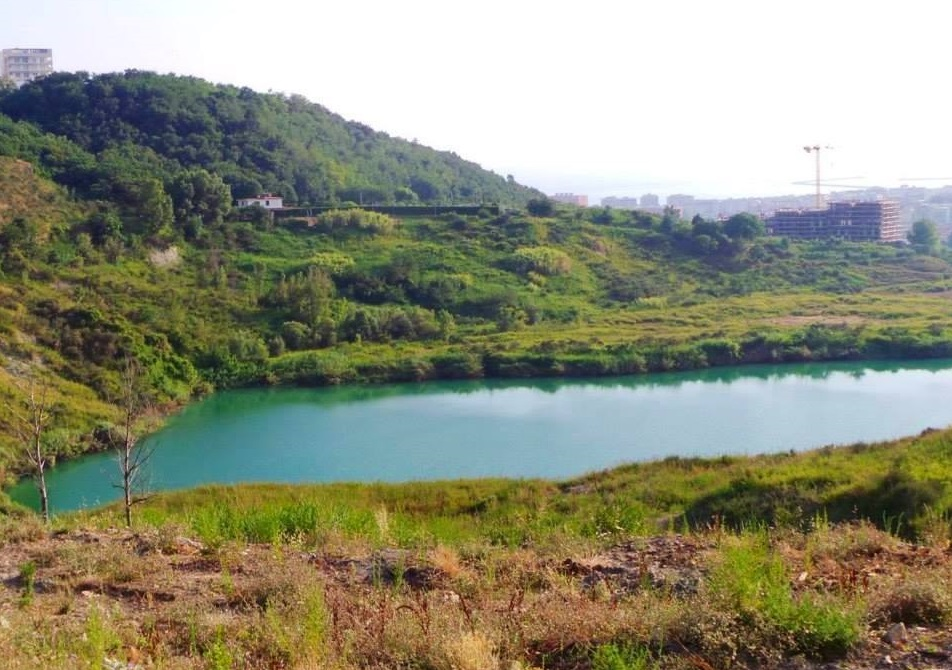
Il laghetto di Brignano, area del futuro parco D'Agostino

Al 2020 sono in corso le procedure per la realizzazione di un nuovo parco a Brignano, nell'area dell'ex fabbrica D'Agostino, progetto frutto di un concorso internazionale di idee organizzato nel 2007 e vinto dal raggruppamento italo-austriaco guidato dall'Atelier Auböck & Karasz. È stato, inoltre, ipotizzato un altro parco nell'area dell'ex scalo merci, nel cuore del centro cittadino.